# Roy Pomeroy
Roy J. Pomeroy (* 20. April 1892 in Darjiling, Indien; † 3. Dezember 1947 in Los Angeles, Kalifornien) war ein US-amerikanischer Filmtechniker, -regisseur und -produzent, der bei der ersten Oscarverleihung 1929 den einzigen jemals vergebenen Oscar für die besten technischen Effekte (Best Engineering Effects) in dem Kriegsfilm Wings (1927) erhielt.

## Leben
Pomeroy begann Mitte der 1920er Jahre zunächst als Filmtechniker und begann seine Laufbahn 1923 als technischer Direktor im Film Die Zehn Gebote (1923) von Cecil B. DeMille.
Nach der Arbeit als technischer Direktor in DeMilles Feet of Clay (1924) war er zusätzlich als Regieassistent verantwortlich für die Trickkamera in dem Stummfilm Peter Pan (1924), der ersten Verfilmung des Romans von J. M. Barrie.
Am 4. Mai 1927 gehörte Pomeroy zu den 36 Gründungsmitgliedern der AMPAS, die seit 1929 die jährlichen Oscarverleihungen durchführt.
Nach Mitarbeiten an den Filmen Korsaren (1926) von James Cruze, The Rough Riders (1927) von Victor Fleming sowie dem letzten Stummfilm von Harold Lloyd, Straßenjagd mit Speedy (1928) von Ted Wilde, erhielt er bei der ersten Oscarverleihung 1929 den einzigen jemals vergebenen Oscar für die besten technischen Effekte (Best Engineering Effects) in dem Kriegsfilm Wings (1927) von William A. Wellman.
Danach war er in einigen Filmen wie Interference (1928), Inside the Lines (1930) und Shock (1934) als Regisseur sowie teilweise auch als Produzent tätig.